# アルカディ修道院

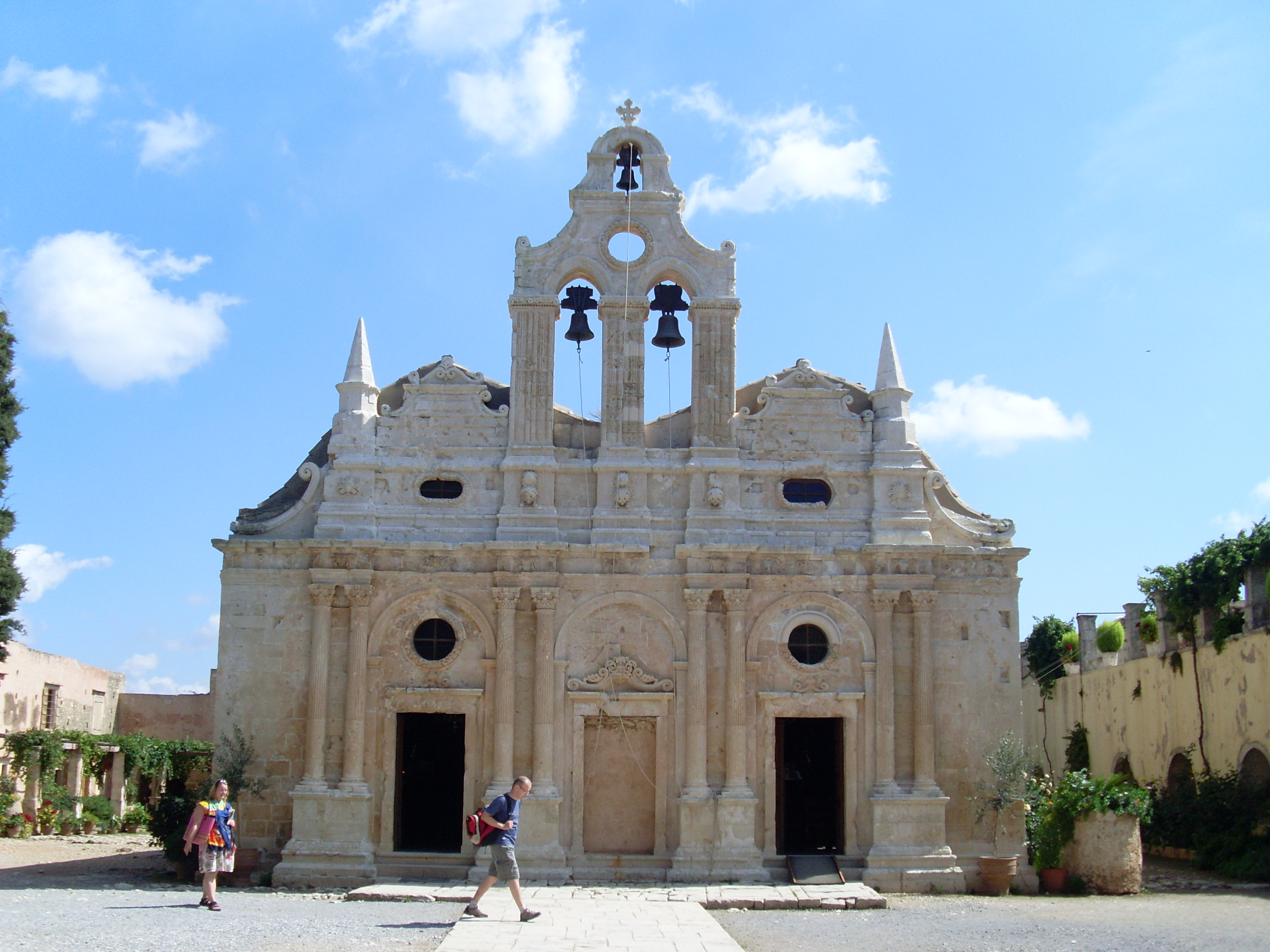
アルカディ修道院にある、ヴェネツィア・バロック様式の聖堂（2008年撮影）。旧100ドラクマ紙幣の裏面にはこの聖堂のファサードが印刷されていた。

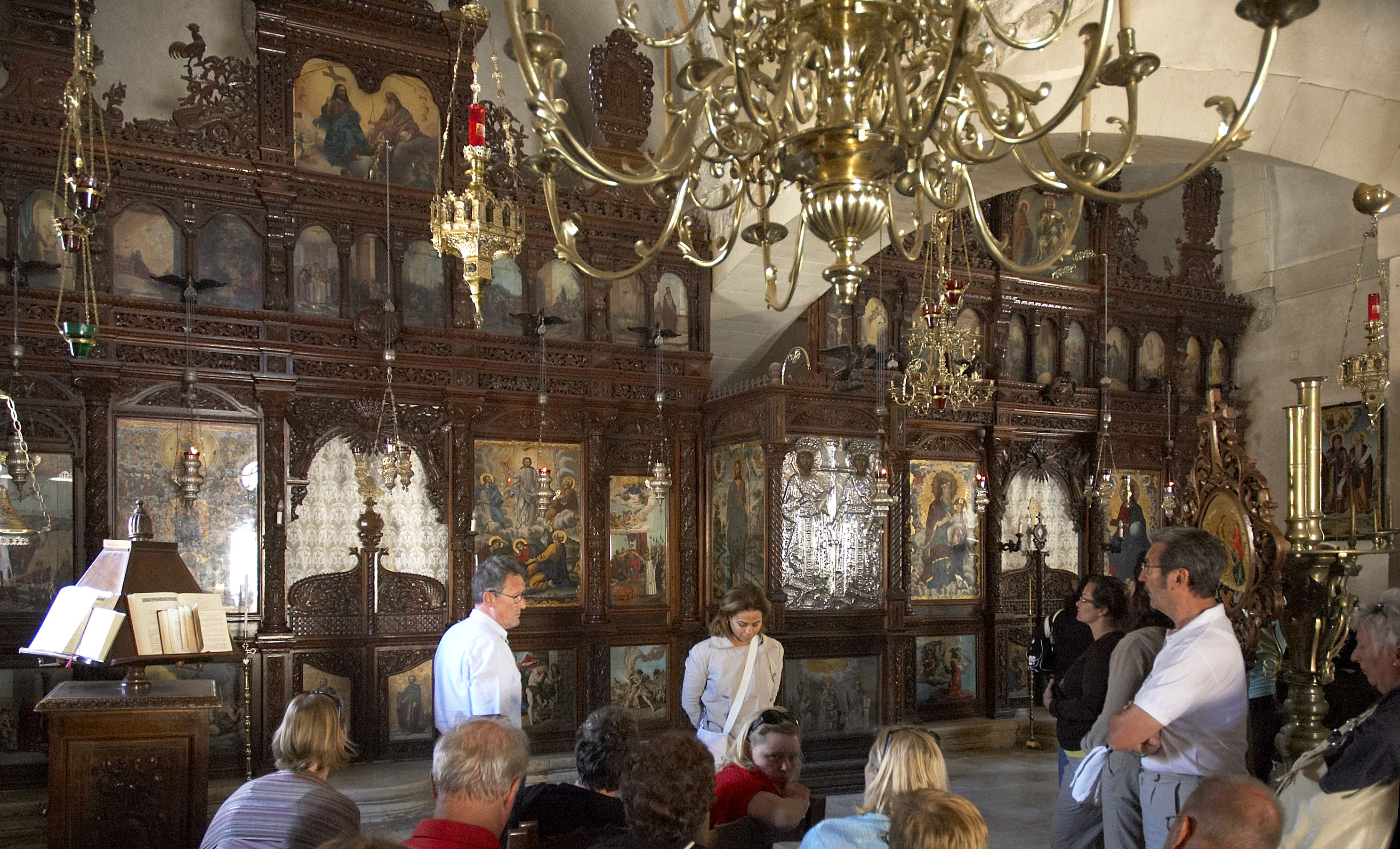
アルカディ修道院内の聖堂内部。イコノスタシスが写っている（2008年5月撮影）。

アルカディ修道院（アルカディしゅうどういん、ギリシア語: Μονή Αρκαδίου, Moni Arkadiou）は16世紀に建てられた正教会の修道院。クレタ島内のレティムノから南東に23キロの所に位置している。1866年から1869年にかけてのクレタ蜂起（Cretan Revolt）と、その際に行われた集団自決で有名である。旧100ドラクマ紙幣の裏面にはアルカディ修道院の聖堂のファサードが印刷されていた。

## 1866年から1869年にかけての蜂起
流血を伴うクレタ人の反乱が頻繁に起きていたにも拘らず、1800年代まで、オスマン帝国がクレタ島を2世紀以上占領していた。島の中央部に位置する事と戦略上の要衝にあったことから、アルカディ修道院は反乱軍の司令部となった。
修道院には259人の反乱軍兵士がおり、12人から16人の革命委員会のメンバーがいた。これら反乱軍と革命団のリーダー達に加えて、オスマン帝国から逃れて保護を求める近隣集落の非武装の婦女子も修道院内に居た。
1866年11月8日、修道院は30門の大砲を備えた1万5千人のオスマン軍に包囲された。オスマン軍の司令官は典院ガヴリイル・マリナキス（Ηγούμενος Γαβριήλ）に、降伏か、修道院の破壊かを選ばせる最後通牒を送った。この最後通牒は反乱軍の発砲によって答えられた。
数日間の戦いの後、修道院の壁は薄く軽かったため突破された。オスマン軍は修道院内に侵入し、反乱軍と戦った。婦女子はオスマン軍に降伏するよりは集団自決する事を選んで火薬庫に逃げた。コンスタンディノス・ギアムプダキス（Κωνσταντίνος Γιαμπουδάκης）は火薬庫の爆発を引き起こし、これにより700人の婦女子と、数百人のトルコ兵の命が失われた。

## ギャラリー

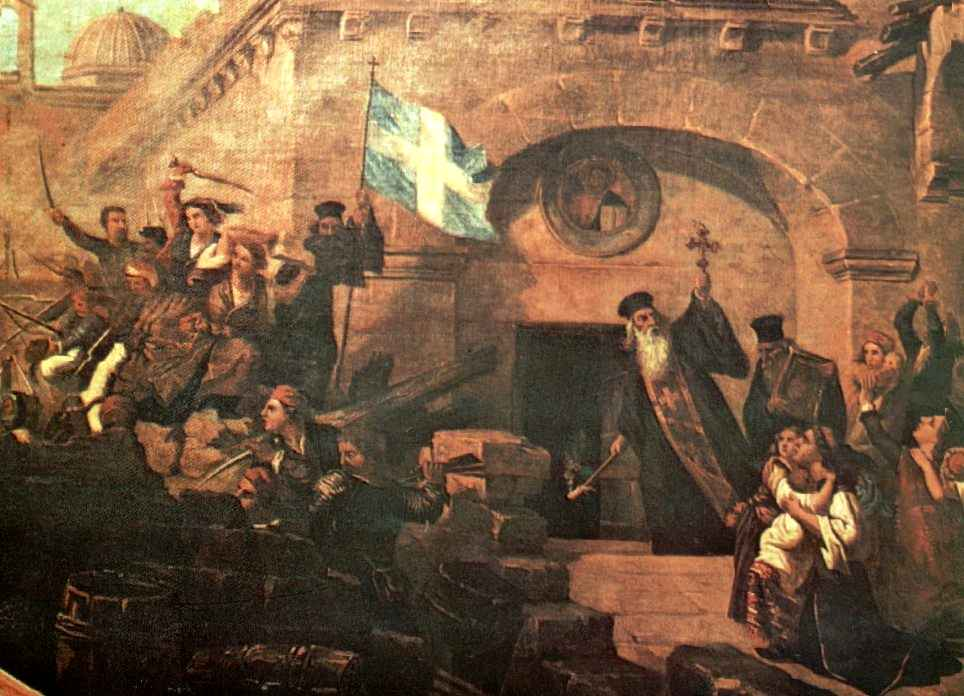
クレタ島蜂起時のアルカディ修道院を描いた絵画（作者不詳）
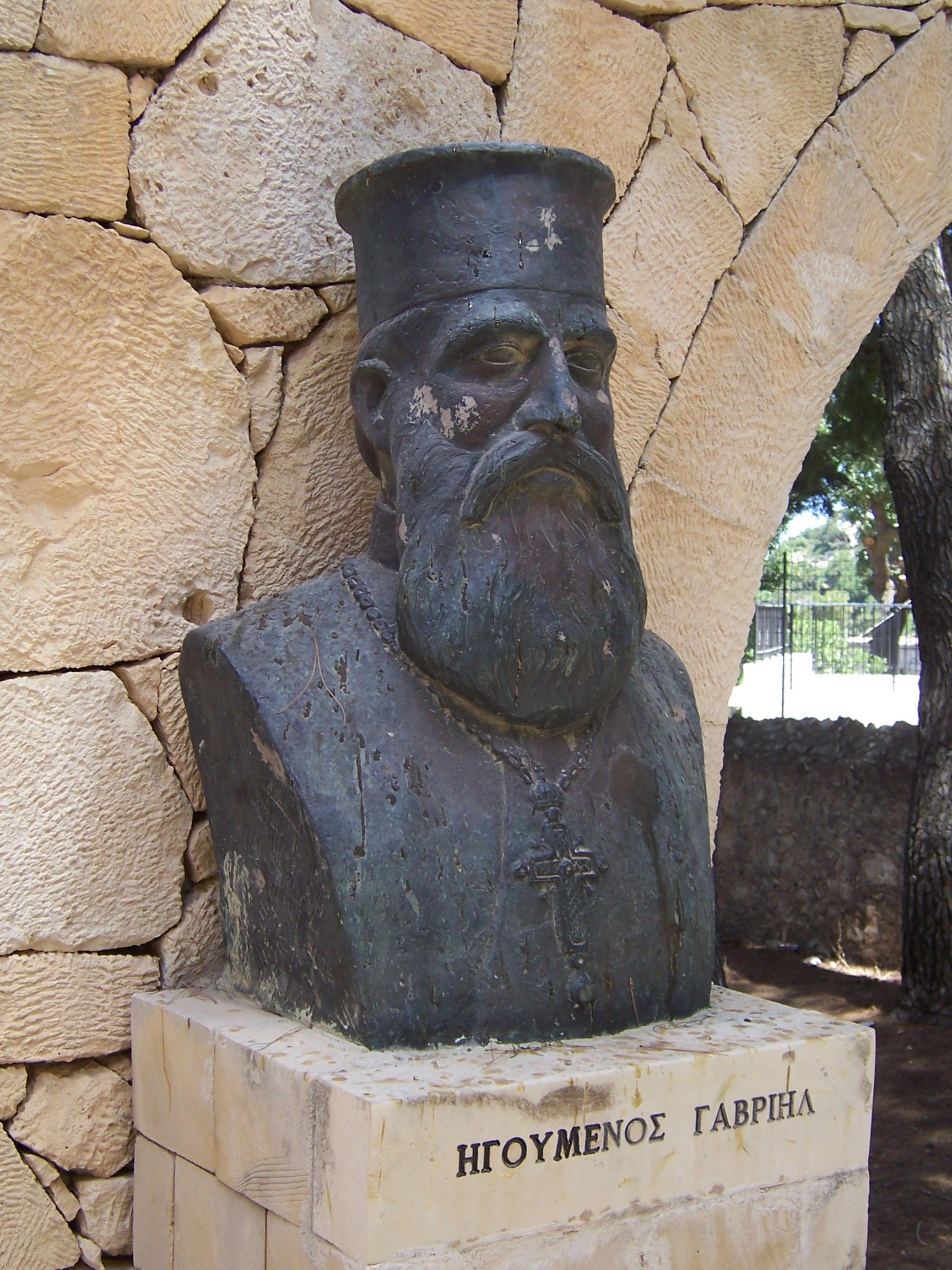
典院ガヴリイル・マリナキス（Ηγούμενος Γαβριήλ）
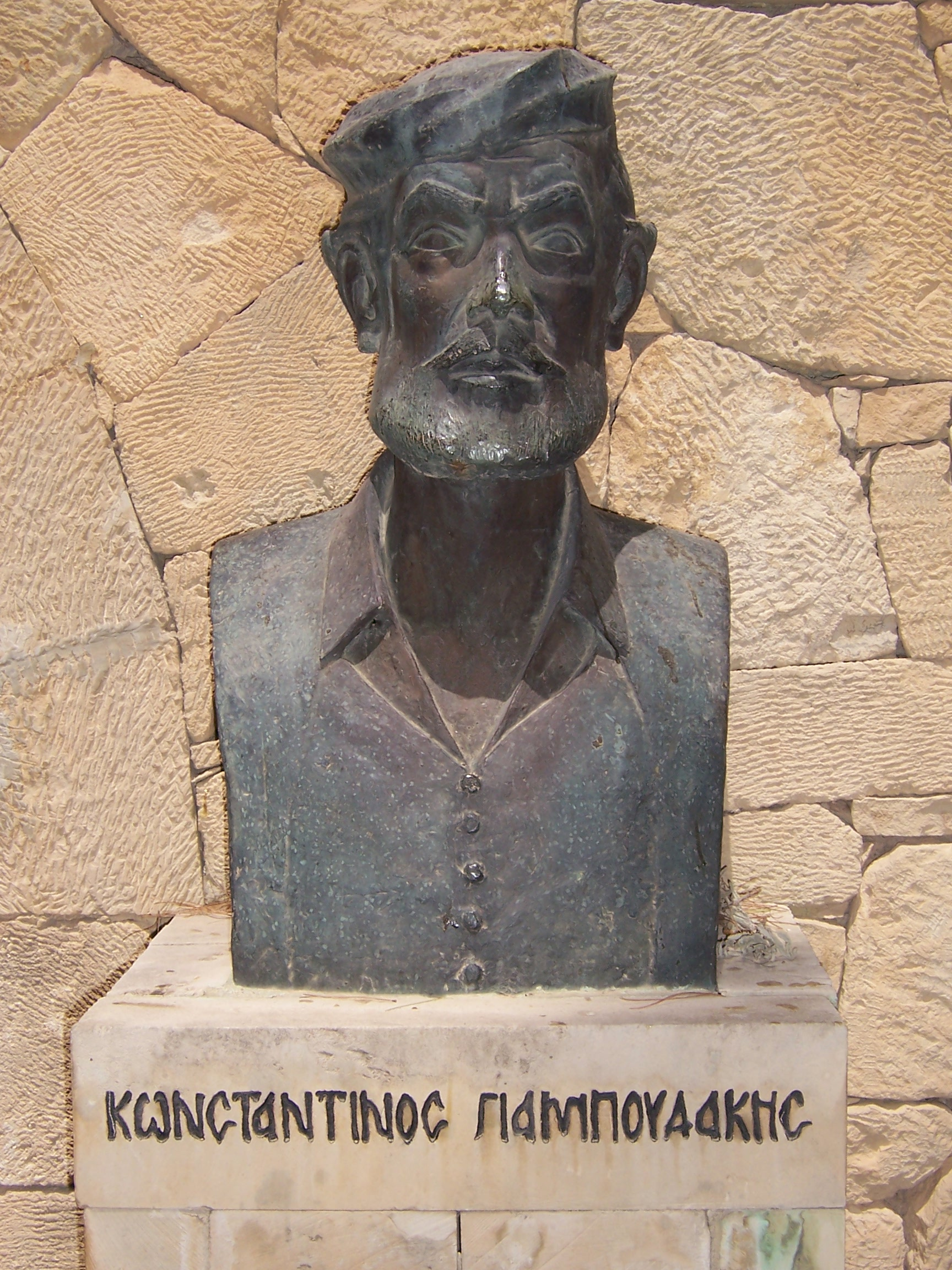
コンスタンディノス・ギアムプダキス（Κωνσταντίνος Γιαμπουδάκης）
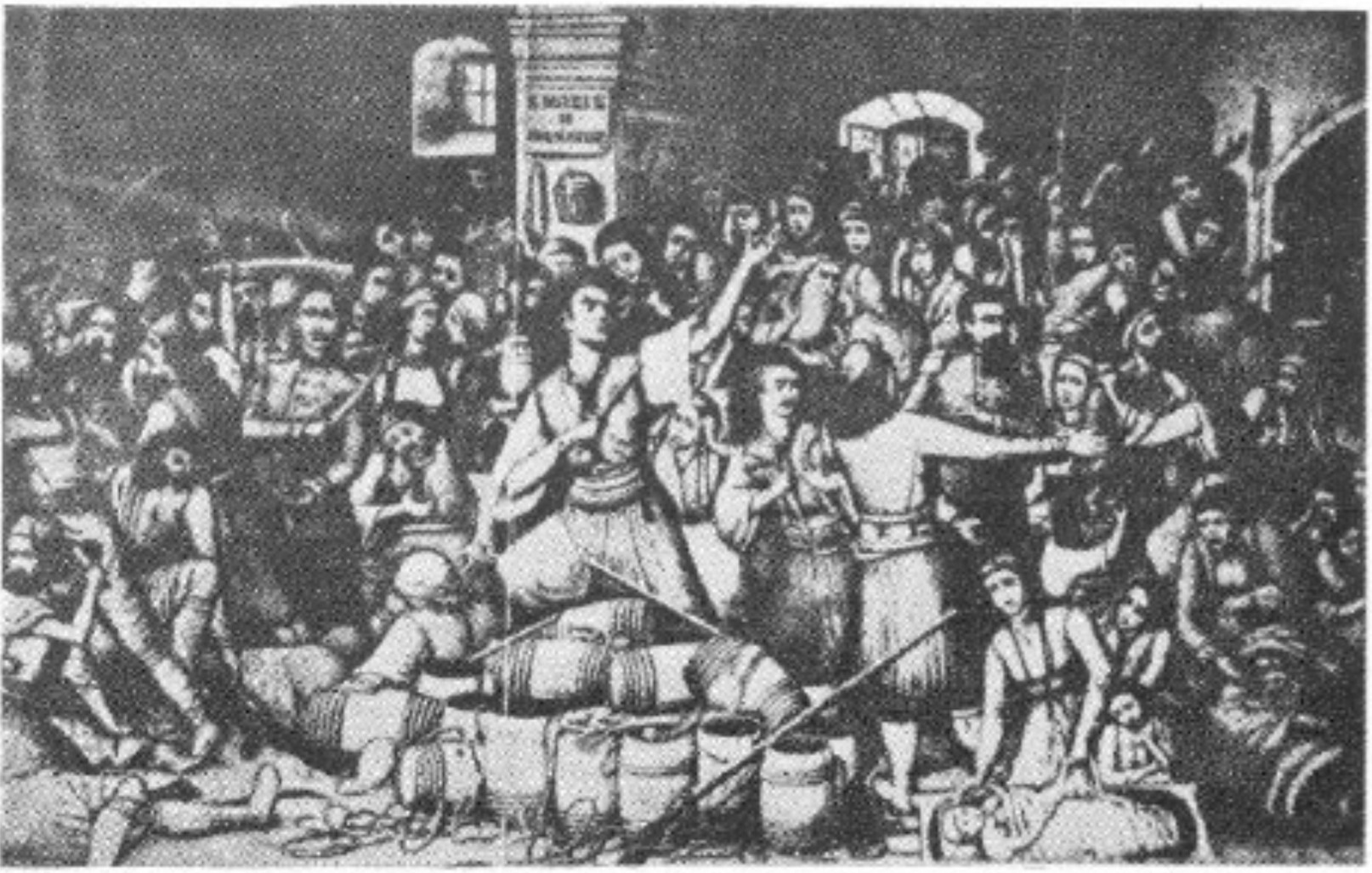
集団自決する人々を描いた絵画（作者不詳）
クレタ蜂起時に使われた旗。中央のギリシャ十字の4隅には「イイスス・ハリストス・勝利（ニカ）」の頭文字が書かれている。
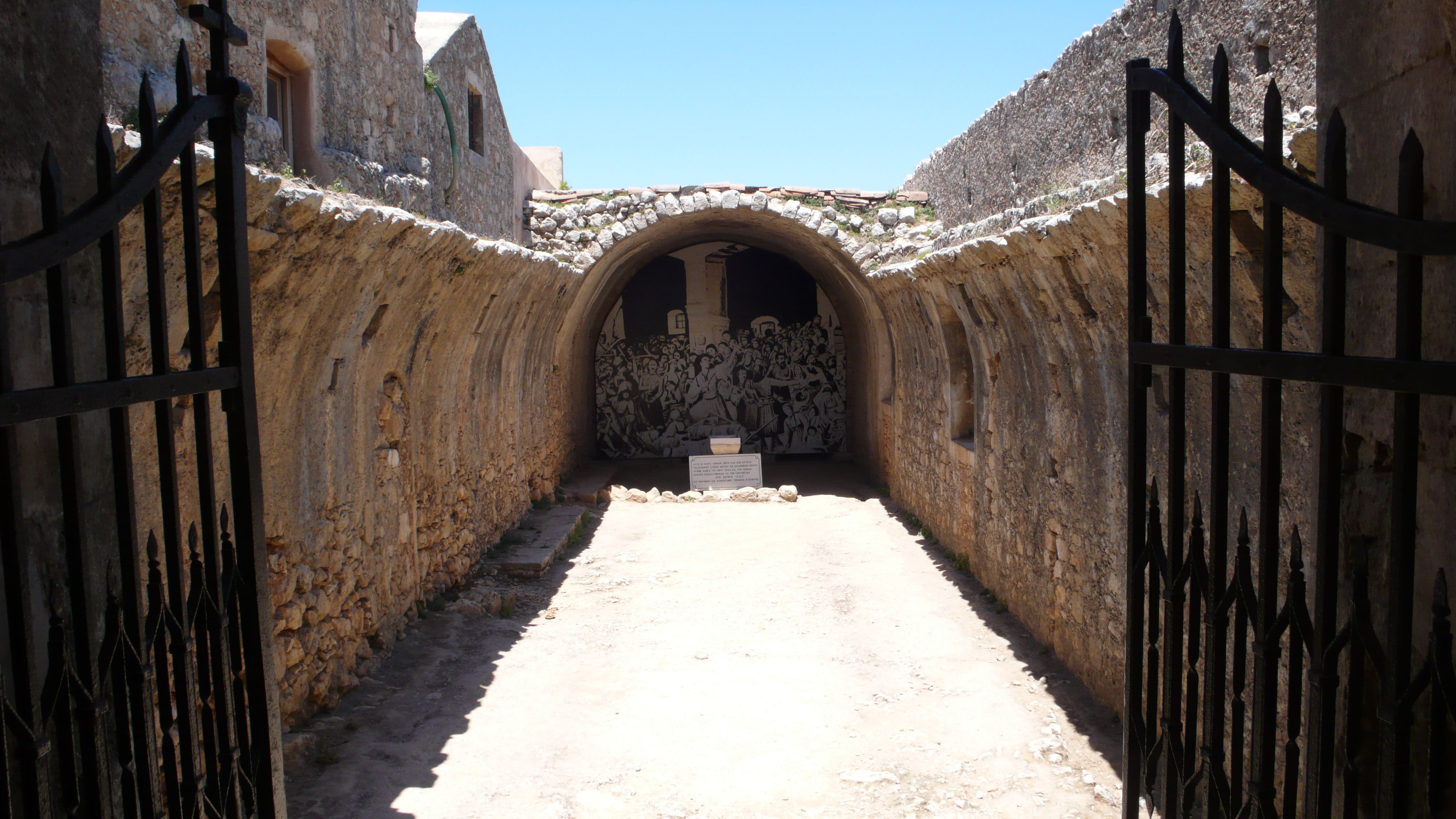
集団自決に使われた火薬庫
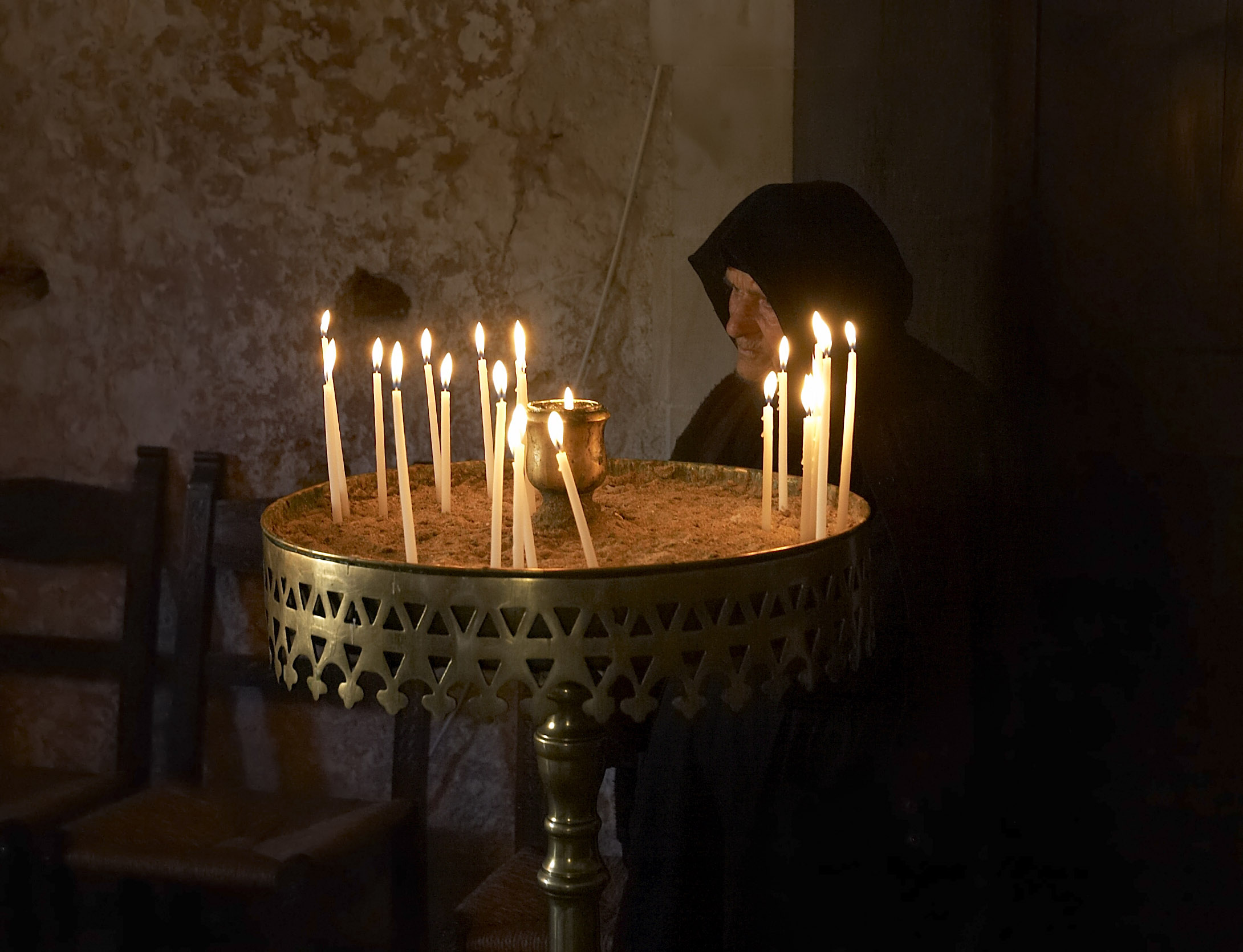
祈りを捧げる修道士
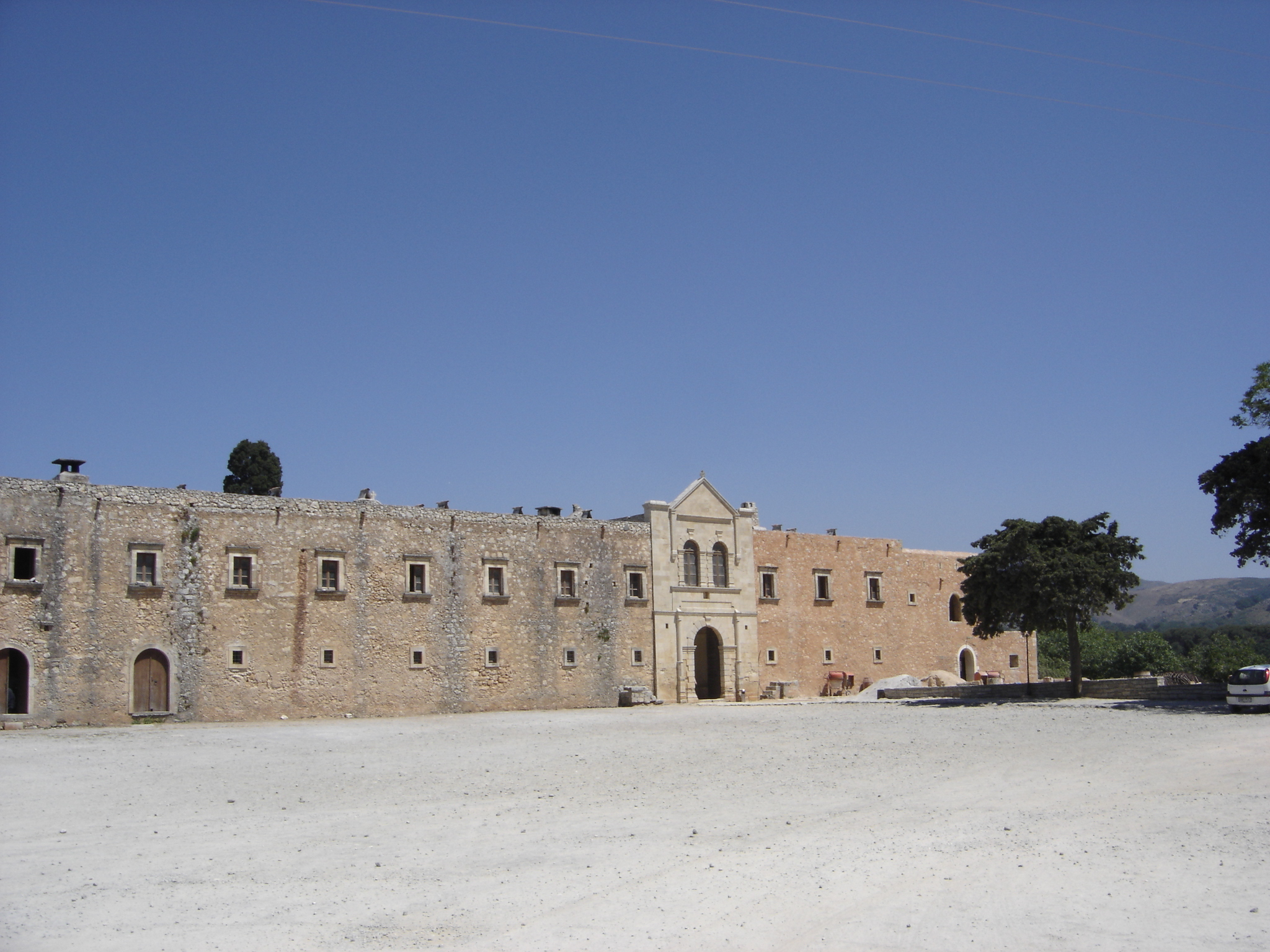
外観
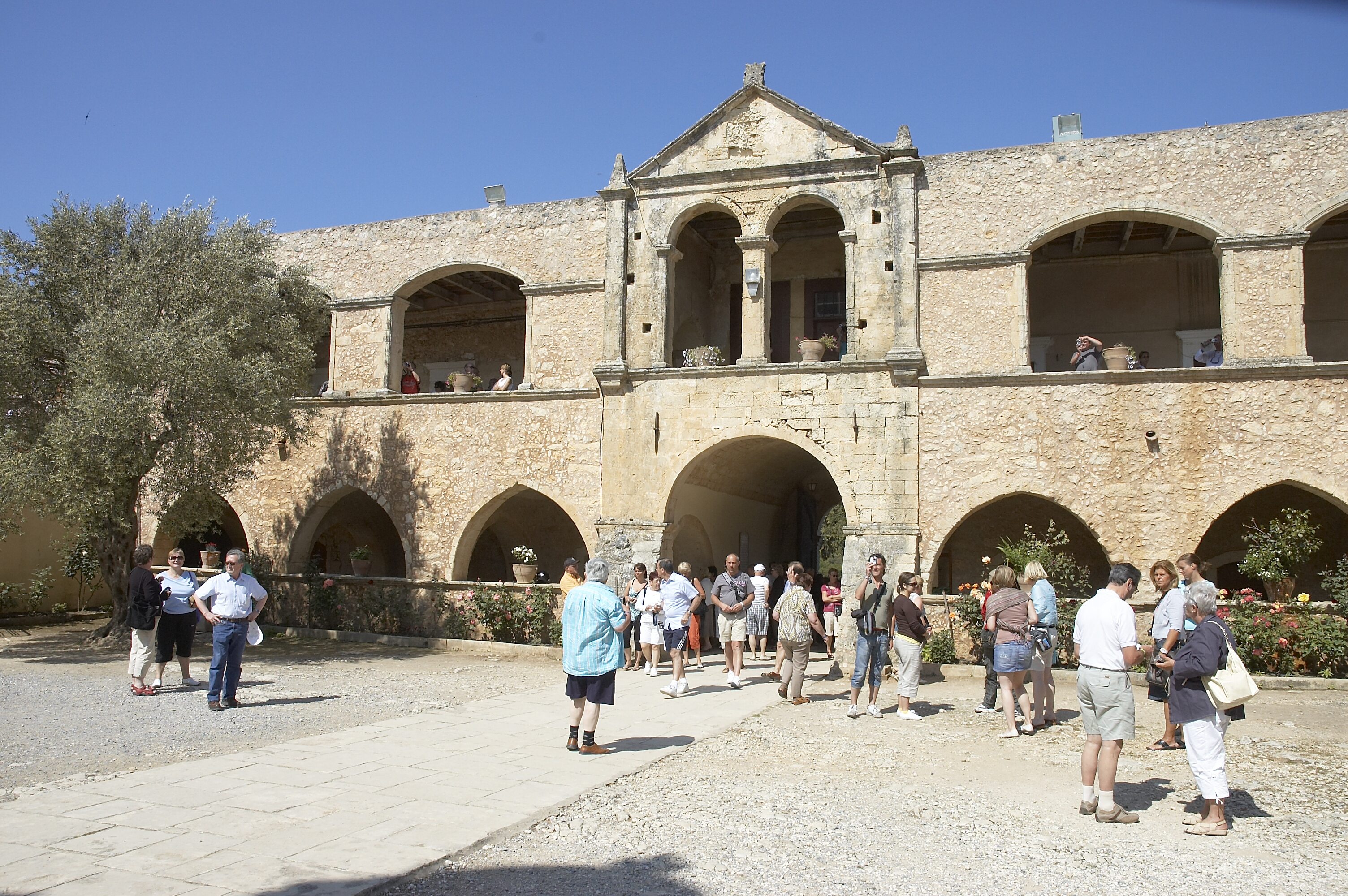
2008年5月撮影
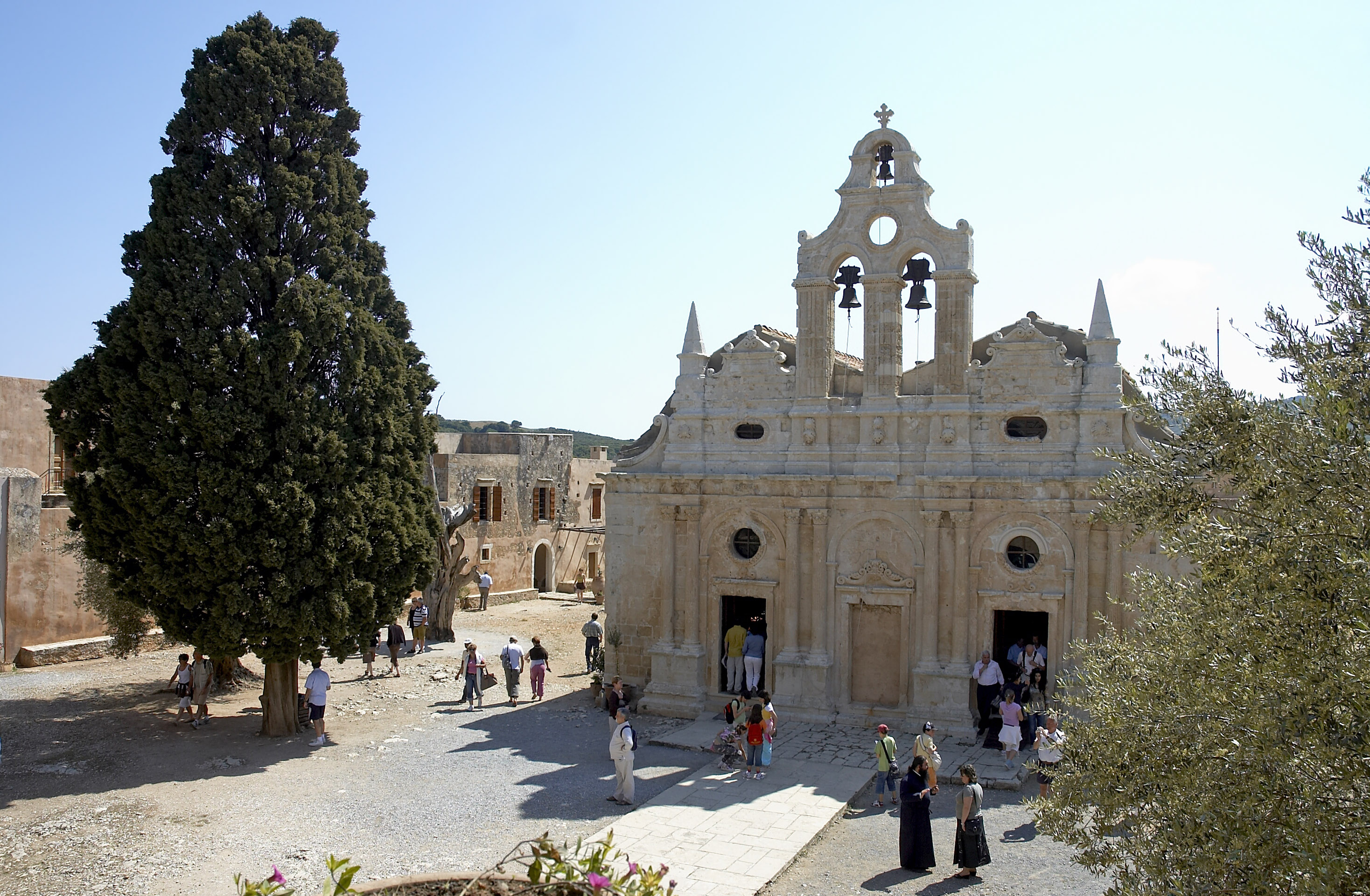
2008年5月撮影
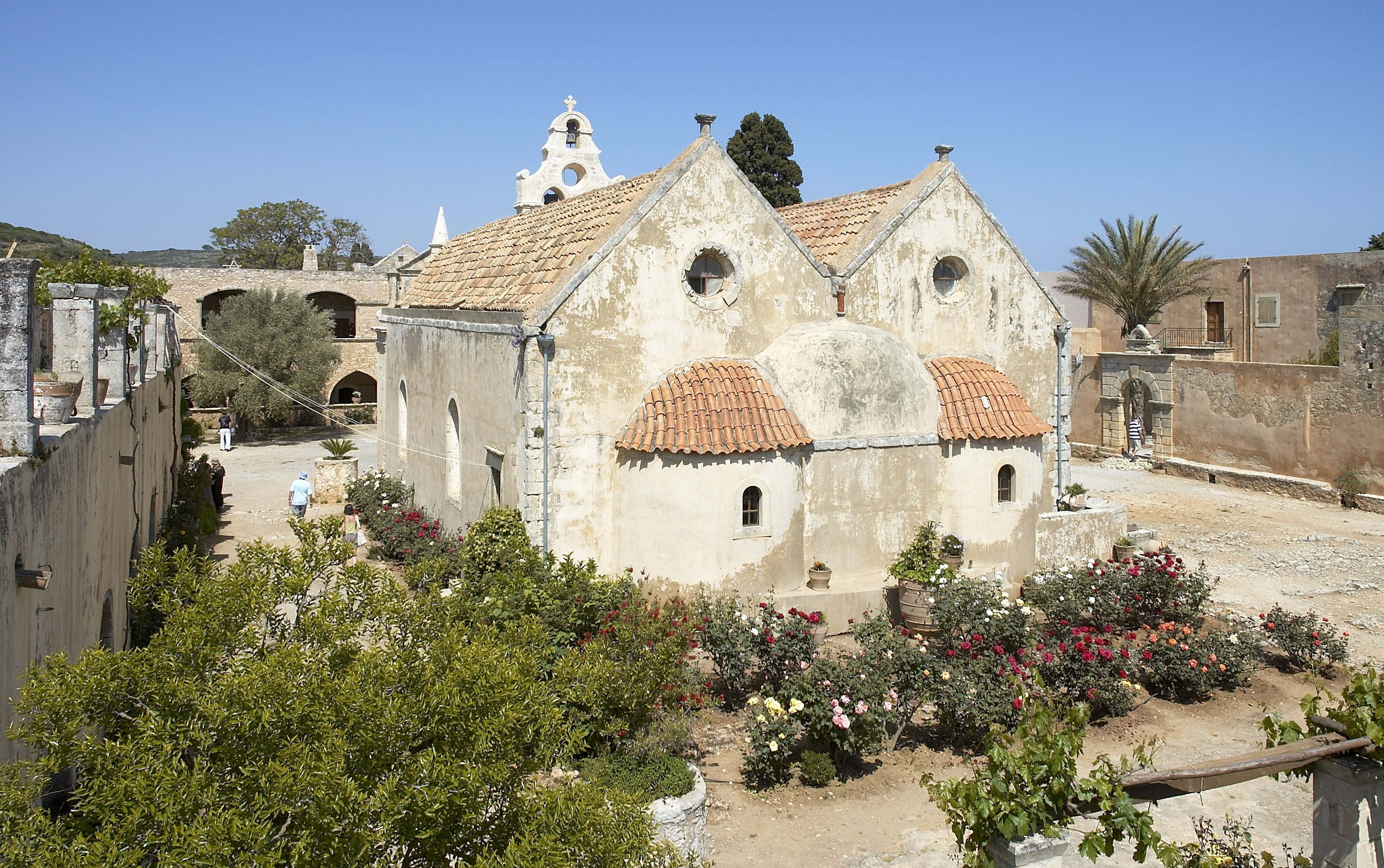
2008年5月撮影
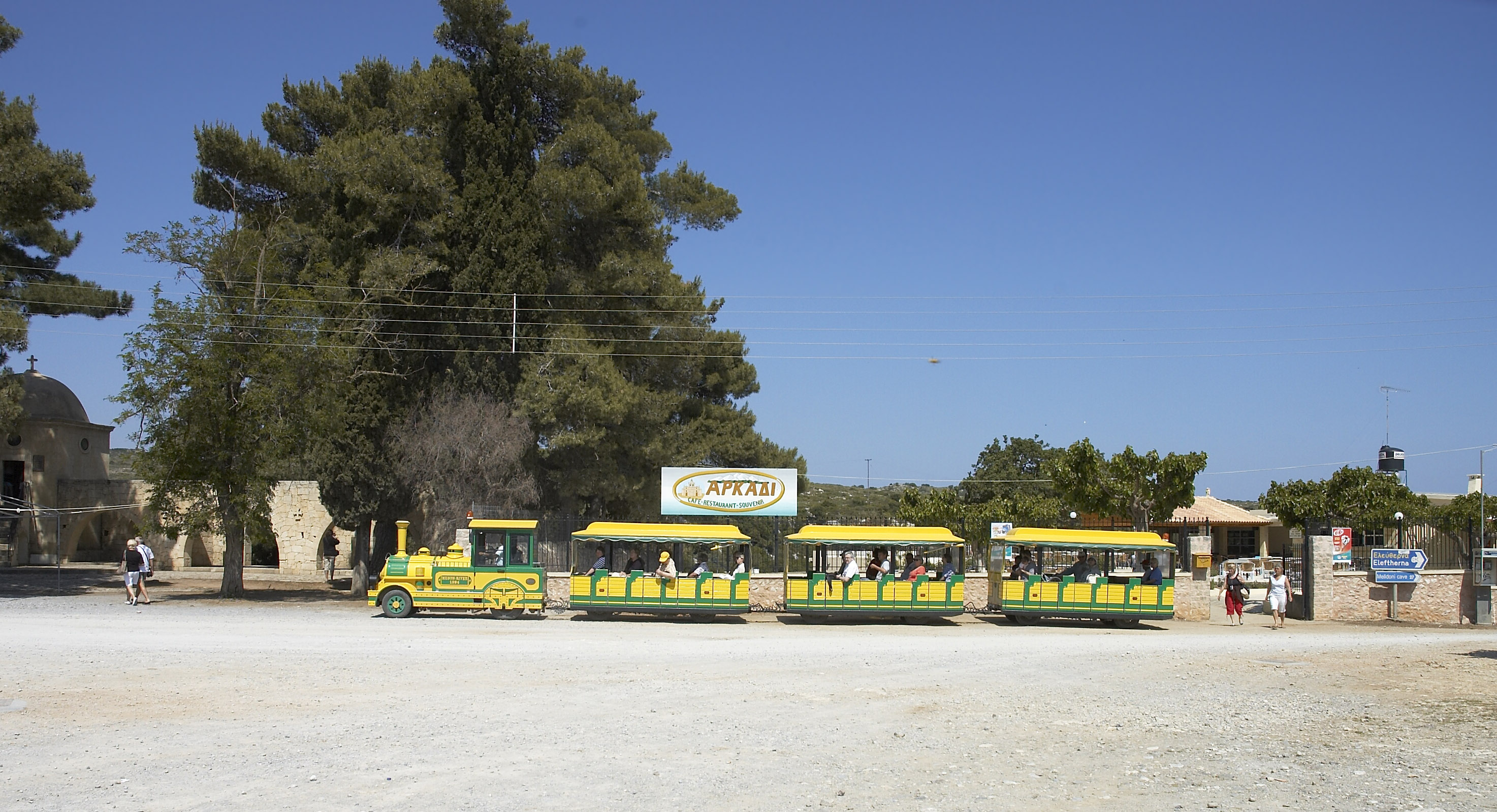
アルカディ修道院で運行されるバス（2008年5月）